# U-461 (1965)
Le U-461 (identification russe: K'24) est un sous-marin soviétique de la classe Project 651 (classification de l'OTAN, classe Juliett (en)). C'est maintenant un navire musée à Peenemünde.

## Historique
Le sous-marin a été lancé en décembre 1962 de l'Usine n°112 Krasnoïé Sormovo à Nijni Novgorod et il a été mis en service en octobre 1965 sous la désignation K-24 et a servi contre les porte-avions américains. Le sous-marin diesel-électrique effectuait ses voyages d'entraînement et de patrouille dans l'Atlantique Nord avec quatre ou six missiles de croisière et des torpilles.
En statut de réserve depuis 1988, le sous-marin a été mis hors service en 1991. En 1998, deux remorqueurs ont ramené le sous-marin, rebaptisé U-461, à Peenemünde .

## Galerie

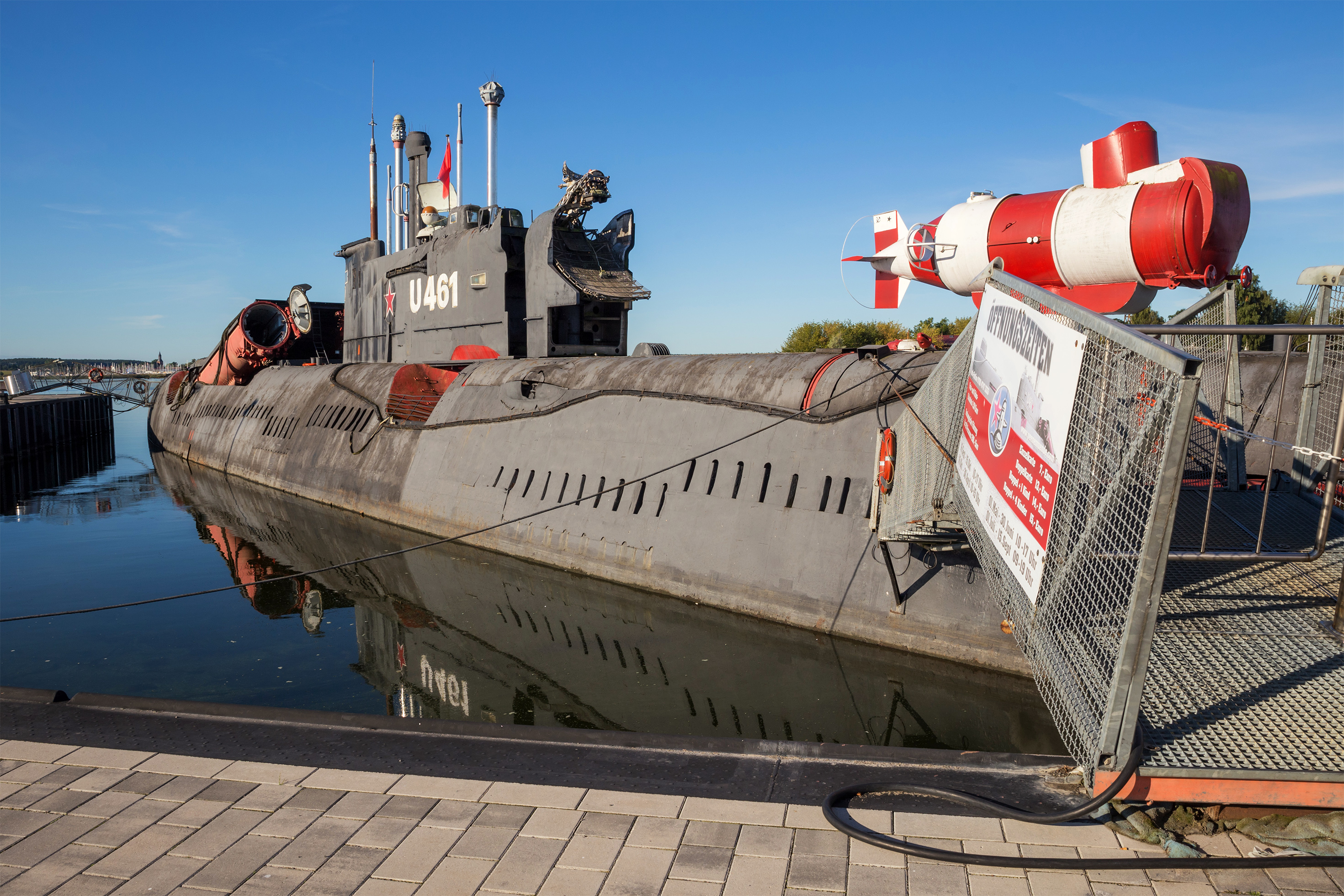
U-461
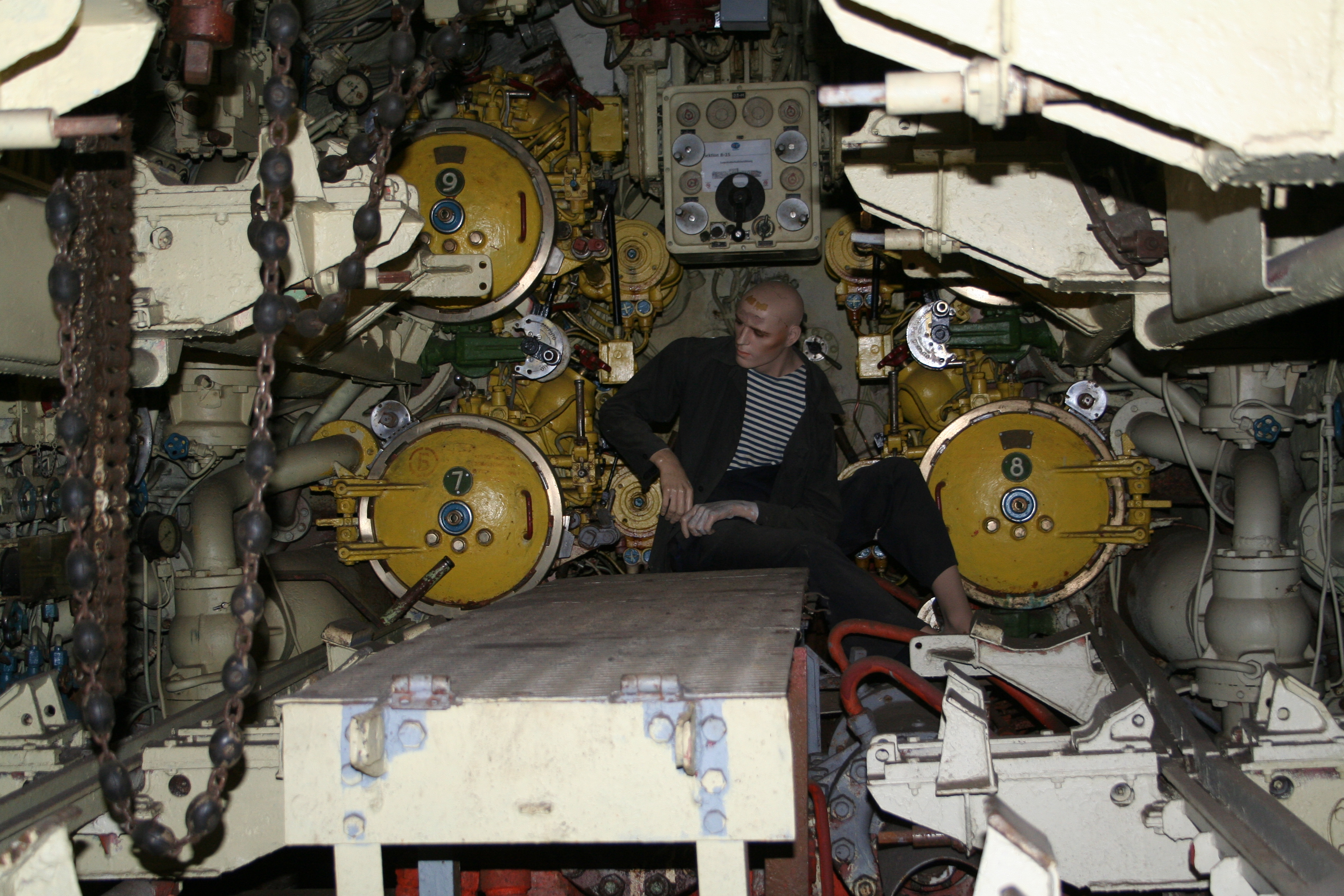
Salle des tubes torpilles
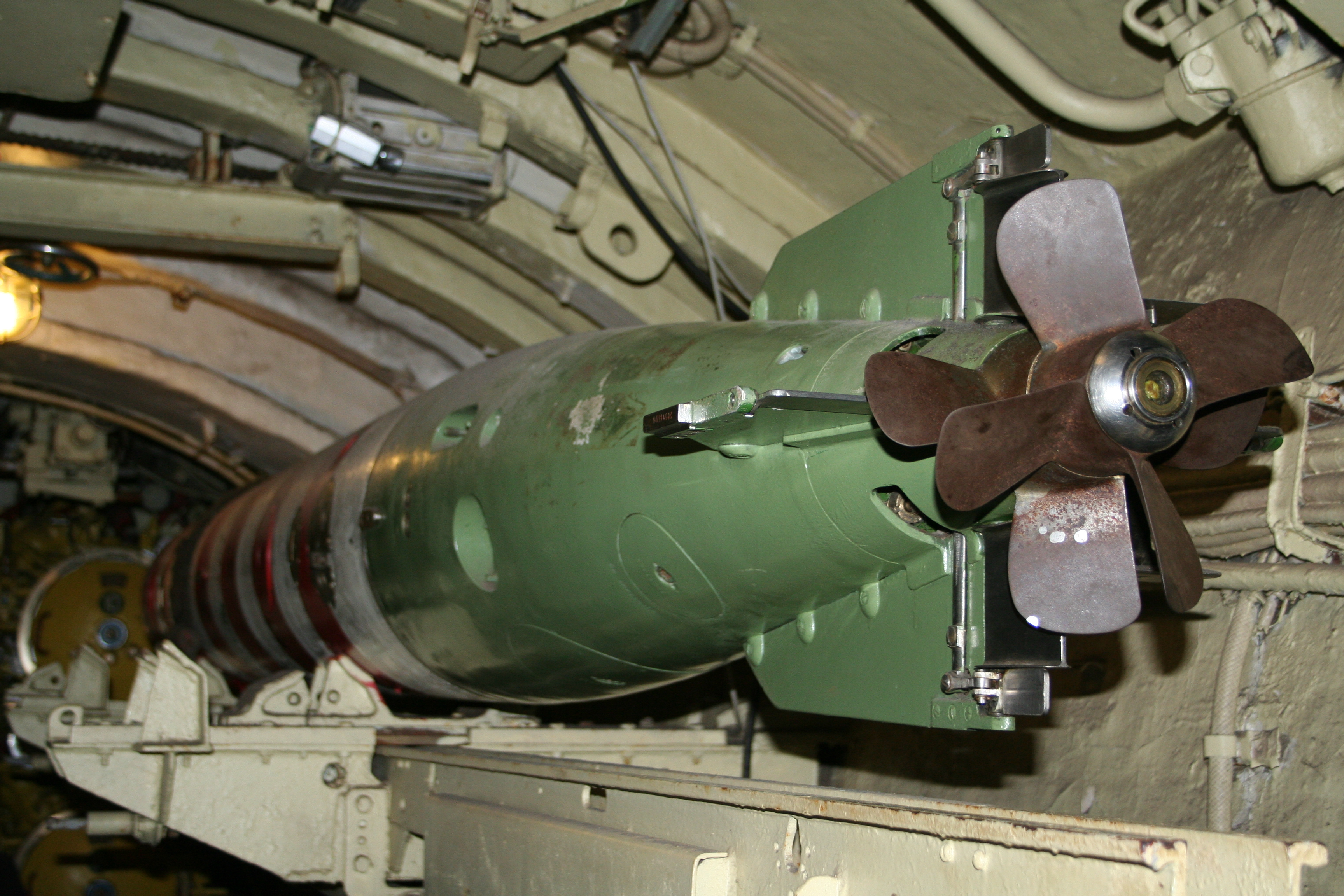
Une torpille
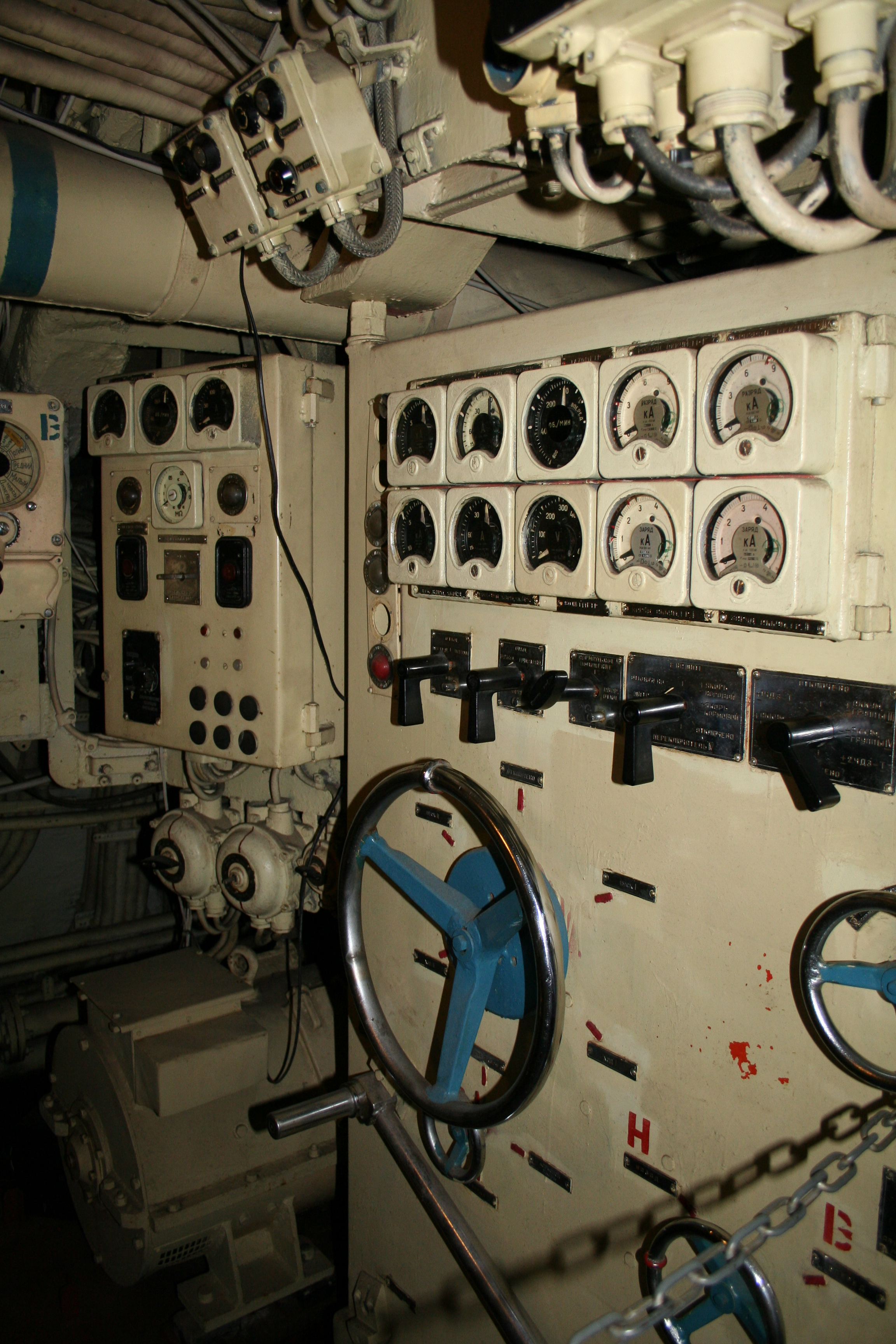
Gouvernail
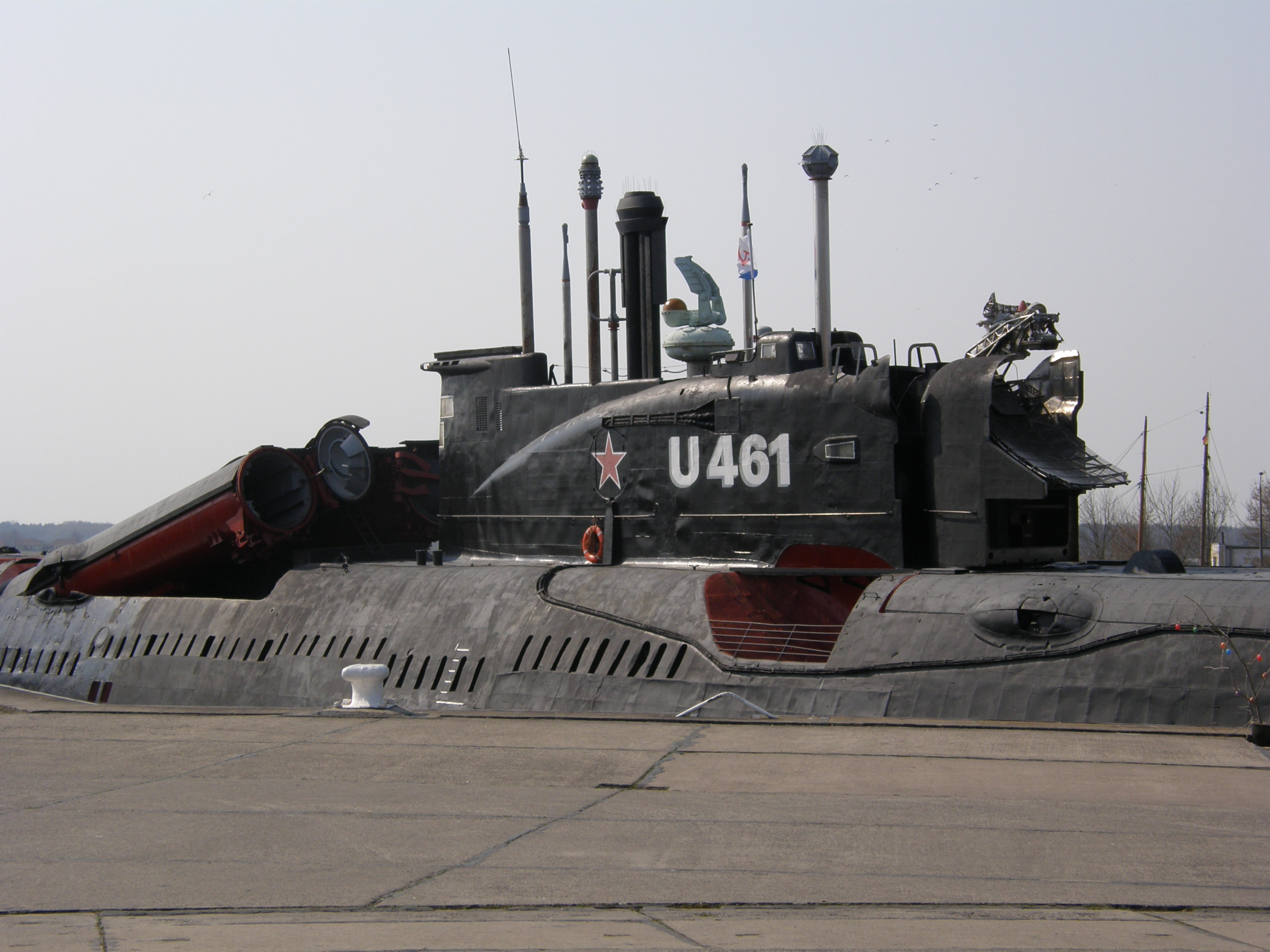
Le Kiosque